# Villa Latina
Villa Latina – miejscowość i gmina we Włoszech, w regionie Lacjum, w prowincji Frosinone.
Według danych na rok 2004 gminę zamieszkiwało 1247 osób, 73,4 os./km².